# Алексинский кремль
Алексинский кремль — древние укрепления Алексина.

## Первая крепость
Первая деревянная крепость была основана как сторожевая крепость Тарусского княжества. Она была расположена на Ильинской горе в 2 км от нынешнего центра города. Ещё раньше здесь существовало Ильинское городище — поселение вятичей. В отличие от большинства русских крепостей на Оке Алексинская крепость находилась на правом южном берегу, неприкрытом от степи. В 1348 году крепость выстояла во время нападения татар мурзы Темура, которые сожгли лишь посад.
В 1472 году крепость, перешедшая в начале века в состав Московского княжества, в ходе битвы под Алексином была осаждена войском хана Ахмата. Малочисленные защитники крепости, несмотря на нехватку огнестрельного вооружения, в одиночку на протяжении нескольких дней отражали нападение превосходящих сил противника, однако в результате крепость была сожжена. По одной версии, это произошло до прибытия из Коломны полков Ивана III и его братьев. Героическая оборона, согласно этой версии, позволила выиграть на левом и дала возможность подоспевшему русскому войску предотвратить переправу войска Ахмата через Оку. По другой версии, город был сожжён на глазах уже подоспевших войск, вынужденных наблюдать за этим с другого берега. На месте старой крепости ныне стоит памятный камень.

## Вторая крепость
Крепость вскоре отстроили заново в 2 км от прежнего местоположения, на мысу, при впадении речки Мордовки в Оку. Как и первая крепость, она была деревянной и находилась на правом берегу. У неё имелись семь башен, две из которых были проездными, одна вестовой. Протяжённость стен составляла 817 м. В 1521 году крепость подверглась нападению крымских татар хана Мехмед-Гирея. В Алексине постоянно размещался второй по значимости в Русском государстве полк Правой руки. В 1607 году Алексинская крепость, в которой обосновались участники восстания Болотникова была осаждена и взята правительственными войсками Василия Шуйского. В 1656—1658 годах кремль был обновлён. В 1688 году на его территории был построен Успенский собор, ставший первым каменным зданием в городе. В связи с продвижением границы Русского государства на юг укрепления Алексина утратили своё стратегическое значение. В 1768 году они были уничтожены крупным пожаром.
По архитектуре кремлёвская стена была близка к неправильному треугольнику с семью башнями и восьмой водной, уходившей вниз по холму к Оке.